# Silvassa

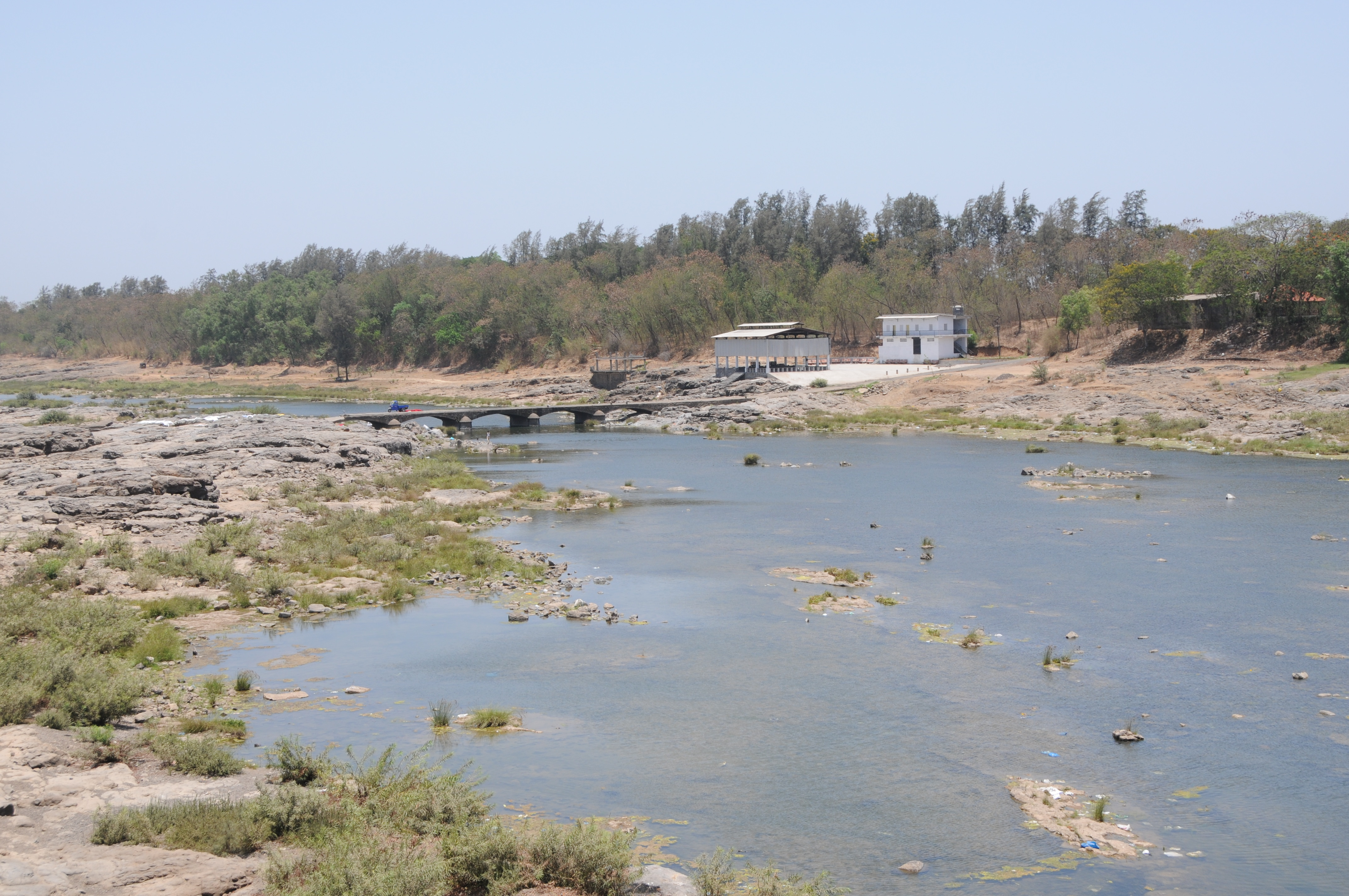
Damanganga-Fluss bei Silvassa

Silvassa (Gujarati: સિલવાસા, Marathi: सिल्वासा, Silvāsā) ist eine knapp 100.000 Einwohner zählende Stadt im indischen Unionsterritoriums Dadra und Nagar Haveli und Daman und Diu. Sie ist die Hauptstadt des Distrikts Dadra und Nagar Haveli.

## Lage
Silvassa liegt am Fluss Damanganga rund 30 km vor dessen Mündung bei Daman in das Arabische Meer. Die nächstgelegene Großstadt ist das nur etwa 20 km (Fahrtstrecke) nordwestlich gelegene Vapi. Das Klima ist schwülheiß; Regen fällt fast nur in den Monsunmonaten von Mitte Juni bis Anfang Oktober.

## Bevölkerung
Die Einwohnerzahl der Stadt ist in den letzten Jahrzehnten rapide gewachsen (1991: ca. 11.000 / 2001: ca. 50.000). Ca. 88 % der Einwohner sind Hindus, ca. 8 % sind Moslems und ca. 2 % sind Christen; der Rest entfällt auf andere Religionen (Jains, Sikhs, Buddhisten). Einer männlichen Bevölkerung von ca. 56.000 stehen nur etwa 42.000 Frauen gegenüber, was in hohem Maße auf die Zuwanderung von Arbeitskräften zurückzuführen ist, aber auch die in Nordindien weitverbreitete Praxis der Abtreibung weiblicher Föten spielt eine nicht zu unterschätzende Rolle. Gesprochen werden Gujarati, Hindi und Englisch.

## Wirtschaft
Silvassa ist – ähnlich wie das benachbarte Vapi – eine der am schnellsten wachsenden Städte Indiens. In der Umgebung des Ortes haben sich kleinere und mittelgroße Industrieunternehmen aller Art angesiedelt.

## Geschichte
Dadra und Nagar Haveli war von 1780 bis 1954 eine portugiesische Kolonie; im Jahre 1885 verlegte man die Hauptstadt von Dararà nach Silvassa, das bis dahin nur ein Dorf gewesen war. Der portugiesische Name der Stadt lautete  Vila de Paço d'Arcos. Der Name Silvassa soll vom portugiesischen Wort silva für „Wald“ abgeleitet sein. 

## Sehenswürdigkeiten
- An die portugiesische Zeit Silvassas erinnert heute nur noch die Kirche Our Lady of Piety mit ihrer sehenswerten Barockausstattung.
- Hauptsehenswürdigkeit der Stadt ist das Tribal Museum, welches an die inzwischen weitgehend verschwundenen Kultur der Adivasi-Bevölkerung (meist Warli) Dadras und Nagar Havelis erinnert. Präsentiert werden Gerätschaften zur Feldbearbeitung, verschiedene Haushaltsgegenstände, Textilien und Trachten sowie kunsthandwerkliche Erzeugnisse.